# Fenty
Fenty (estilizado como FEИTY) fue una marca de moda ready-to-wear fundada por Rihanna bajo el grupo de lujo LVMH (Louis Vuitton Moët Hennessy). Fenty se lanzó en mayo de 2019. La marca convirtió a Rihanna en la primera mujer y también en la primera persona de color en liderar una marca de lujo del grupo LVMH. Fenty cerró sus operaciones en 2021.

## Antecedentes

### Establecimiento
El 10 de mayo de 2019, Rihanna anunció su asociación con LVMH al publicar en sus redes sociales el nombre y el logotipo del proyecto. También compartió un mensaje de agradecimiento, elogiando a LVMH por colaborar con ella: «No podría imaginar un mejor socio tanto en lo creativo como en lo empresarial, y estoy lista para que el mundo vea lo que hemos construido juntos». El presidente y director ejecutivo de LVMH, Bernard Arnault, declaró que Rihanna contaría con un equipo y recursos de apoyo. Además, añadió: «Todo el mundo conoce a Rihanna como una cantante maravillosa, pero a través de nuestra asociación en Fenty Beauty, descubrí a una verdadera emprendedora, una auténtica directora ejecutiva y una líder extraordinaria».
Fenty fue presentada en T: The New York Times Style Magazine, donde Rihanna lució varias prendas y accesorios de su primera colección. El proyecto convirtió a Rihanna en la primera mujer de color en liderar una casa bajo la marca LVMH y en la primera mujer en crear una marca original para el grupo. Fenty es el primer productor nuevo de ropa, calzado, perfumes y accesorios bajo la marca LVMH desde 1987, sumándose a las setenta marcas del grupo, como Louis Vuitton, Givenchy y Christian Dior.

### Lanzamiento
Fenty se lanzó inicialmente como una tienda temporal el 24 de mayo de 2019 en París. Posteriormente, abrió a nivel mundial como tienda en línea el 29 de mayo. La tienda ocupó los dos primeros pisos de The Webster en Soho, Nueva York, y permaneció abierta hasta el 30 de junio de 2019.
La marca de moda anunció la suspensión inmediata e indefinida de sus actividades en febrero de 2021.